# Марино, Антонио
Антонио Марино (исп. Antonio Marino; 13 марта 1942 год, Буэнос-Айрес, Аргентина) — аргентинский прелат. Титулярный епископ Басти и вспомогательный епископ архиепархии Ла-Платы с 11 апреля 2003 по 6 апреля 2011. Шестой епископ Мар-дель-Платы с 6 апреля 2011 по 18 июля 2017.

## Биография
Родился 13 марта 1942 года в Буэнос-Айресе, Аргентина. Получил среднее образование в Национальном колледже в Буэнос-Айресе. После двух лет обучения в начальной духовной семинарии продолжил своё богословское образование на богословском факультете аргентинского Папского католического университета, по окончании которого получил научную степень в области богословия. 12 ноября 1971 года был рукоположён в священники для служения в архиепархии Буэнос-Айреса.
В 1978 году получил докторскую степень богословия в Папском Григорианском университете в Риме.
Служил в различных приходах архиепархии Буэнос-Айреса. Преподавал теологию веры в семинарии «María Auxiliadora» архиепархии Буэнос-Айреса. В 1993 году Римский папа Иоанн Павел II присвоил ему титул «почётного прелата». С 1994 года — духовный отец архиепархии Буэнос-Айреса.
Был профессором догматического богословия, христологии, мариологии и богословия таинств на теологическом факультете аргентинского Папского Католического университета. С 1990—1996 год — декан теологического факультета и с 1979 по 2003 год — директор библиотеки этого же факультета.
Служебные должности
- богословский и доктринальный советник Епископской комиссии веры и культуры (с 1996 года);
- цензор архиепархии (с 1991 года)
- член Комиссии по подготовке молодых клириков (1991—2002);
- Межепархиальный судья (1988—1997);
- Национальный председатель церковного суда (с 1997 года)

11 апреля 2003 года Папа Иоанн Павел II назначил его вспомогательным епископом архиепархии Ла-Платы и титулярным епископом Басти. 31 мая 2003 года в соборе Непорочного Зачатия Пресвятой Девы Марии в Ла-Плате состоялось его рукоположение в епископы, которое совершил архиепископ Ла-Платы Эктор Рубен Агер в сослужении с архиепископом-эмеритом архиепархии Параны Эстанислао Эстебаном Карличем и вспомогательным епископом Буэнос-Айреса Марио Хосе Серрой.
6 апреля 2011 года Папа Бенедикт XVI назначил Антонио Марино епископом Мар-дель-Платы.
18 июля 2017 года Папа Франциск назначил Антонио Марино епископом Мар-дель-Платы.

## Сочинения
- «Eucaristía, evangelización y misión» (Buenos Aires, CEA, 1993)
- «Apacienten el rebaño de Dios. Libro del Centenario del Seminario en Villa Devoto» (Buenos Aires, 1999)